# 仙台港中央公園

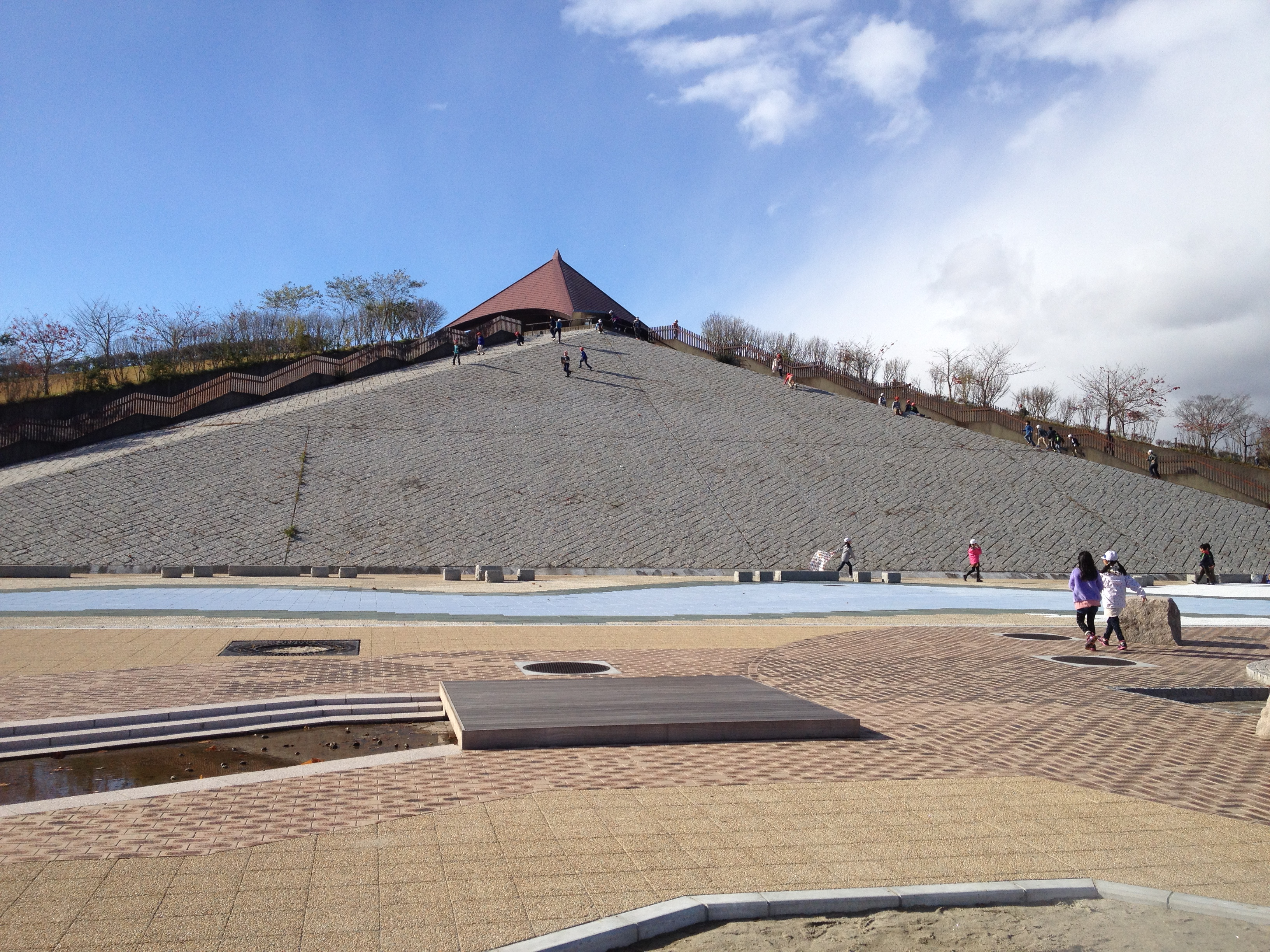
展望台

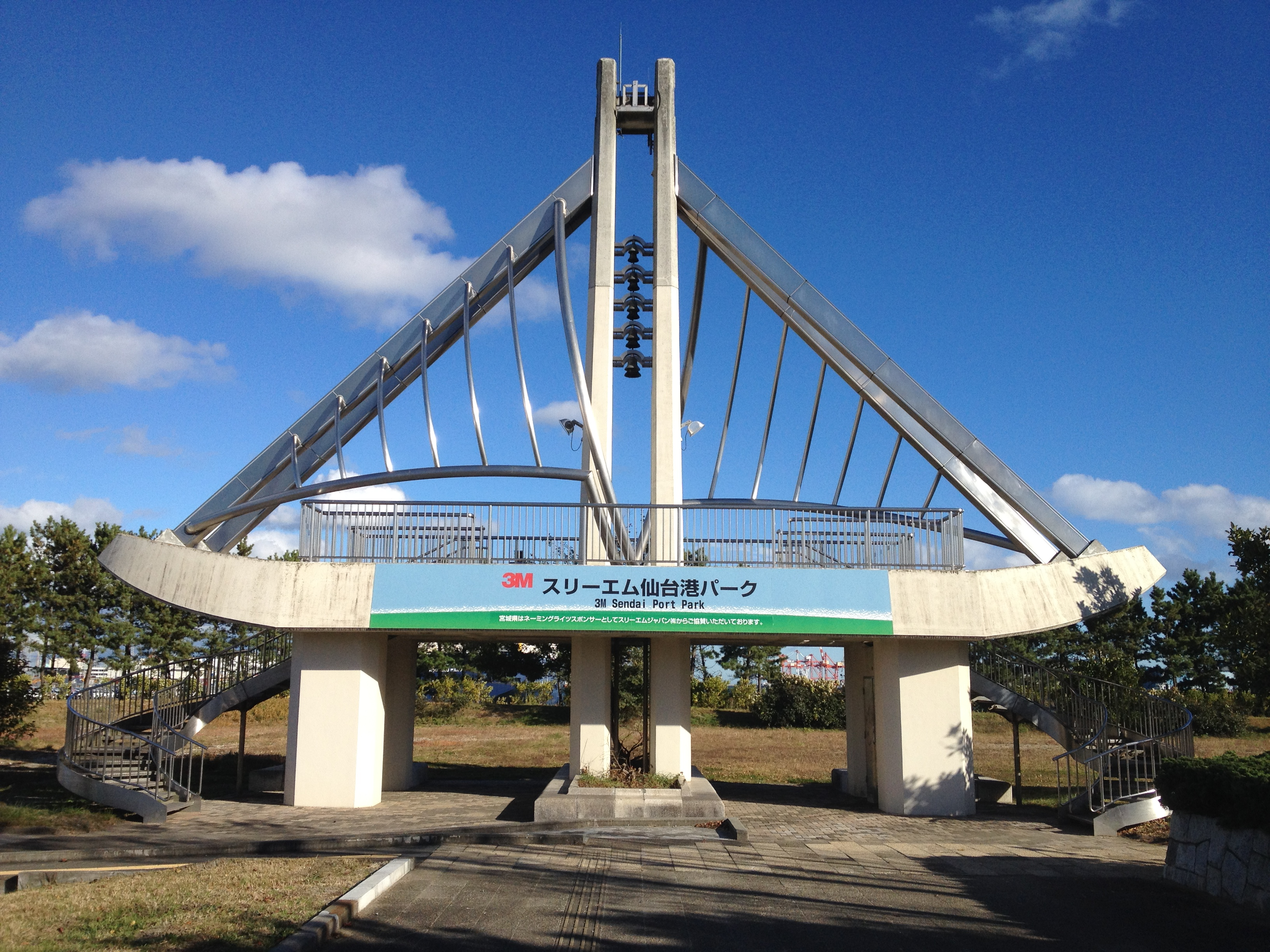
船の形の時計塔（オブジェ）

仙台港中央公園（せんだいこうちゅうおうこうえん）は、宮城県仙台市宮城野区港2丁目に位置する仙台塩釜港仙台港区港湾環境整備施設（港湾緑地）。宮城県によって整備された。
NX仙台塩竈港運がネーミングライツを取得し、2023年（令和5年）11月1日より「NX仙台港パーク」の愛称が用いられている。

## 概要
1987年（昭和62年）開催の東北博覧会会場跡地に整備された公園である。面積約9ヘクタールで、公園内には野球場、テニスコート、展望台、芝生広場などがある。
仙台港中央航路の西端に面した海の広場からは、釣りを楽しむことができる。年中無休だが、スポーツ施設については12月29日から翌年1月3日までが休業日。
仙台市の「杜の都・仙台 令和版 わがまち緑の名所100選」に選ばれている。

## 沿革
かつて、当園に隣接する雷神埠頭のモータープールではドリフト族が、当園と夢メッセみやぎとの間の道ではゼロヨン族が夜間に集まっていたため、当園の駐車場には暴走族やギャラリーが集まっていたが、宮城県警察の取り締まりによって現在は見られなくなった。ただし、現在でも当園へのアクセス道路には、ゼロヨン防止のためのハンプが設置されているため、運転には注意が必要。

### 年表
- 1987年（昭和62年）7月18日 - 9月28日、'87未来の東北博覧会の会場の一部として使用。
- 1988年（昭和63年）8月、暫定開園[4]。
- 1992年（平成4年）4月、全面供用開始[4]。
- 1997年（平成9年）7月19日 - 9月29日、国際ゆめ交流博覧会の会場の一部として使用。
- 2011年（平成23年）3月11日午後2時46分に発生した東北地方太平洋沖地震（東日本大震災）に伴う津波が、午後3時54分に襲来して被災。以降、休園。
- 2013年（平成25年）8月21日 - ネーミングライツを導入。住友スリーエム（現・スリーエム ジャパン）が5年間、年間30万円の条件で取得。施設愛称が「スリーエム仙台港パーク」となる[5][6]。
- 2014年（平成26年）4月29日 - 部分的に供用を再開[7]。
- 2014年（平成26年）8月9日 - ほぼ全面的に供用を再開[8]。
- 2023年（令和7年）11月1日 - NX仙台塩竃港運が年間36万円の条件でネーミングライツを取得。施設愛称が「NX仙台港パーク」となる。契約期間は令和11年3月31日まで[2][9]。

## 施設
- 野球場（1面）
- テニスコート（6面）
- 展望台（1棟）
- 子供広場（東日本大震災に伴い、休止中）
- 多目的広場
- 海岸広場
- 海の広場
- フィールドハウス
- ログハウス（1棟）
- トイレ（3棟）
- 海の時計塔
- 噴水
- 駐車場

## 仙台港内の公園・緑地
- 湊浜緑地（北緯38度16分43.2秒 東経141度2分43.8秒 / 北緯38.278667度 東経141.045500度）
- 仙台港みなと公園（北緯38度16分33秒 東経141度0分16秒 / 北緯38.27583度 東経141.00444度）
- 中央公園（当園。北緯38度16分17.8秒 東経140度59分52秒）
- 向洋海浜公園（北緯38度15分41.9秒 東経141度1分9秒 / 北緯38.261639度 東経141.01917度）